# Отворено првенство Ченаја у тенису 2010.
Отворено првенство Ченаја у тенису 2010 (познат и под називом 2010 Aircel Chennai Open) је био тениски турнир који припада АТП 250 категорији у сезони 2010, који се играо на тврдој подлози. То је било 15. издање турнира који се одржао у Ченају у Индији на СДАТ тениском стадиону од 4—10. јануара 2010. 

## Поени и новчане награде

### Распоред поена
| Конкуренција | П   | Ф   | ПФ | ЧФ | 2К | 1К  | КВ  | КВ3 | КВ2 | КВ1 |
| Појединачна  | 250 | 150 | 90 | 45 | 20 | 0   | 12  | 6   | 0   | 0   |
| Парови       | 250 | 150 | 90 | 45 | 0  | Н/Д | Н/Д | Н/Д | Н/Д | Н/Д |

### Новчане награде
| Конкуренција | П       | Ф       | ПФ      | ЧФ      | 2К     | 1К     | КВ   | КВ3  | КВ2 |
| Појединачна  | $68,450 | $35,980 | $19,450 | $11,140 | $6,555 | $3,885 | $650 | $315 | Н/Д |
| Парови*      | $21,650 | $11,360 | $6,150  | $3,500  | $2,070 | Н/Д    | Н/Д  | Н/Д  | Н/Д |

*по тиму

### Носиоци
| Држава | Играч              | Позиција1 | Носилац |
| ------ | ------------------ | --------- | ------- |
| ШВЕ    | Робин Седерлинг    | 8         | 1       |
| ХРВ    | Марин Чилић        | 14        | 2       |
| ШВА    | Станислас Вавринка | 21        | 3       |
| СРБ    | Јанко Типсаревић   | 38        | 4       |
| ИЗР    | Дуди Села          | 43        | 5       |
| НЕМ    | Симон Гројл        | 59        | 6       |
| НЕМ    | Михаел Берер       | 74        | 7       |
| САД    | Раџив Рам          | 79        | 8       |

- 1 Позиције од 28. децембра 2009.

### Други учесници
Следећи играчи су добили специјалну позивницу за учешће у појединачној конкуренцији:
- Рохан Бопана
- Карлос Моја
- Сомдев Деварман

Следећи играчи су ушли на турнир кроз квалификације:
- Пракаш Амритраж
- Лук Соренсен
- Џејмс Ворд
- Јанг Цунг-хуа

## Носиоци у конкуренцији парова
| Држава | Играч            | Држава | Играч                      | Позиција1 | Носиоци |
| ------ | ---------------- | ------ | -------------------------- | --------- | ------- |
| САД    | Ерик Буторац     | САД    | Раџив Рам                  | 77        | 1       |
| ШПА    | Марсел Гранољерс | ШПА    | Сантијаго Вентура Бертомеу | 85        | 2       |
| ИНД    | Махеш Бупати     | ИНД    | Рохан Бопана               | 90        | 3       |
| ЈАФ    | Рик де Вуст      | САД    | Скот Липски                | 98        | 4       |

- 1 Позиције од 28. децембра 2009.

### Други учесници
Следећи играчи су добили специјалну позивницу за учешће у конкуренцији парова:
- Сомдев Деварман/  Санам Синг
- Јуки Бамбри/  Карлос Моја

## Шампиони

### Појединачно
Марин Чилић је победио  Станисласа Вавринку са 7-6(7–2), 7-6(7–3).
- Чилићу је то била прва (од две) титуле у сезони и четврта у каријери.

### Парови
- Марсел Гранољерс /  Сантијаго Вентура Бертомеу су победили  Лу Јен-сјуна /  Јанка Типсаревића са 7–5, 6–2.
- Гранољерсу је то била прва (од две) титуле у сезони и четврта у каријери.
- Бертомеу је то била прва (од две) титуле у сезони и четврта (од пет) у каријери.